# 足立区立鹿浜未来小学校
足立区立鹿浜未来小学校（あだちくりつしかはまみらいしょうがっこう）は、東京都足立区鹿浜5丁目にある公立小学校。

## 概要
出典
- 本校は、足立区による適正規模・適正配置実施計画により、北鹿浜小学校と鹿浜西小学校が統合して開校した。
- なお、新校舎は、鹿浜5丁目18番地の旧鹿浜中学校跡地に建設された。
- 開校時点の児童数は282名。

## 沿革
- 2019年（令和元年）5月29日 - 統合地域協議会発足。
- 2021年（令和3年）6月10日 - この日から7月9日まで、統合新校の校章と校歌を募集。
- 2022年（令和4年）3月16日 - 校章決定。
- 2023年（令和5年）
  - 2月 - 校歌決定[2]。
  - 4月1日 - 開校。
  - 4月6日 - 開校式[2]と第1回入学式挙行。
  - 4月12日 - ホームページ開設。
  - 10月21日 - 第1回運動会開催。
- 2024年（令和6年）
  - 3月21日 - 最初の修了式挙行。
  - 3月25日 - 第1回卒業式挙行。

## 通学区域
出典
- 加賀1丁目（全域）
- 鹿浜1丁目（1番～11番）
- 鹿浜2丁目（全域）
- 鹿浜3丁目（3番～5番・13番～17番・21番～25番・30番以降）
- 鹿浜4丁目（26番以降）
- 鹿浜5丁目全域（全域）
- 鹿浜6丁目全域（全域）

## 進学先中学校
出典
公立中学校に進学する場合
- 足立区立鹿浜菜の花中学校 - 鹿浜地区（5丁目の加賀中学校学区を除く）から通う児童の主な進学先
- 足立区立加賀中学校 - 加賀1丁目と鹿浜5丁目（22番～23番・24番（都営住宅1号棟から10号棟を除く）・29番以降）から通う児童の主な進学先

## アクセス
- 足立区コミュニティバス「はるかぜ」「はるかぜ6号（「鹿02」北千住・鹿浜線）」で、終点「鹿浜5丁目団地」バス停から、徒歩約180m・約3分。。
- 東武バス「西05」・「西06」の各系統で、「北鹿浜小南」バス停から、徒歩約245m・約4分。
  - なお、付近で同ルートを通る「西07」は、「北鹿浜小南」バス停には停車しない（通過扱い）。

## 周辺
- 足立区立鹿浜こども園 - 足立区道をはさんで敷地が隣接し、なおかつ進学前こども園のひとつ。
  - なお、鹿浜こども園には、第1園舎（本校の東側）と第2園舎（本校の北側）がある。
- 社会福祉法人太陽会太陽保育園 - 足立区道をはさんで敷地が隣接し、なおかつ進学前保育園のひとつ。
- 都営住宅鹿浜5丁目アパート - 足立区道をはさんで、敷地が隣接。
- なお、本校の近くには、東京・埼玉都県境がある。